# Pilsotas
La Pilsotas es un edificio de 34 pisos en el barrio residencial Gandrališkės de Klaipeda, Lituania. Es el edificio residencial más alto en Lituania. Diseñado por Donatas Rakauskas, la construcción de la torre se terminó en mayo de 2007. La torre recibe su nombre de la tierra de Curlandia medieval, Pilsāts, que abarca la zona en que se encuentra. Un nuevo edificio, Kuršas, que será de 170 metros de altura, se está construyendo cerca. La altura de la torre es de 367 pies (112 m) y tiene 34 pisos. La construcción de la torre comenzó en junio de 2005 y terminó en 2007.